# Yellowstone (televisieserie)
Yellowstone is een Amerikaanse dramaserie ontwikkeld door Taylor Sheridan en John Linson. De serie ging in 2018 in première. Kevin Costner, Wes Bentley, Kelly Reilly, Luke Grimes en Cole Hauser spelen de hoofdrollen. De serie draait om de Yellowstone Ranch, de grootste ranch in de staat Montana, die het bezit is van de familie Dutton. In de verhaallijnen gaat het zowel om verwikkelingen binnen de familie, als om conflicten met de inwoners van het naastliggende Indianenreservaat, het gelijknamige Nationale Park en ontwikkelaars die hun oog hebben laten vallen op het land. Over de eerste vier seizoenen kreeg de serie steeds hogere kijkcijfers, zodat Yellowstone een van de populairste dramaseries werd.